# زيد (الفيوم)
قرية زيد هي إحدى القرى التابعة لمركز ابشواى في محافظة الفيوم في جمهورية مصر العربية. حسب إحصاءات سنة 2006، بلغ إجمالي السكان في زيد 10419 نسمة، منهم 5420 رجل و4999 امرأة.